# Brequette Cassie
Brequette Shane Cassie (Ciudad del Cabo, Sudáfrica, 1984), más conocida simplemente como Brequette, es una cantante, compositora y bailarina sudafricana que reside en Madrid, Comunidad de Madrid, España. 
En 2012 saltó a la fama tras participar en el talent show La Voz, donde llegó a las semifinales, ganándose el respeto de cantantes como David Bisbal o Rosario Flores.
En 2014 fue una de las candidatas a representar a España en el Festival de la Canción de Eurovisión 2014 con la canción «Más (Run)», que debutó en el número 8 en España. A finales de junio, Brequette lanzó su segundo sencillo, "Puzzle Together". 
Hasta 2015 llevó a cabo bolos por la península ibérica, las Islas Canarias y las Islas Baleares, tanto de forma individual como acompañada por el Festival de Naciones o la Gala Drag Queen.
En 2016 Brequette cumple su sueño de participar en Eurovisión, esta vez como corista de mano de Barei y su canción Say Yay!.
En 2017 se postuló, gracias al apoyo masivo de los eurofans, como candidata a representar a España en Eurovisión 2017, esta vez de la mano de la exrepresentante española en 2016 Barei. De esta forma, Brequette presentó a TVE tres canciones en inglés, de corte R&B.
En 2018 Brequette lanza su nuevo sencillo titulado «Up To You», que consiguió colarse entre los más vendidos de iTunes.
En 2021 participa en el programa de Telecinco, Top Star ¿Cuánto vale tu voz?, en el cual quedó como ganadora.

## Mamá, quiero triunfar(2013)
Brequette fue jurado del concurso musical de TVE Canarias Mamá, Quiero Triunfar, el cual se grabó a finales de 2013. Le acompañaron, en el jurado, rostros conocidos como Alberto Castilla, Davinia Gloria y el exconcursante de La voz Nicky Triphook.

## Palmeras en la nieve(2014)
En julio de 2014, Brequette confirma que formará parte del cuerpo de baile de la película Palmeras en la nieve, la cual fue estrenada de la mano del grupo audiovisual Atresmedia en diciembre de 2015.

## Canta mi niño(2014)
A mediados de noviembre, Brequette es anunciada como parte del jurado del programa de televisión canario Canta mi niño, en el que varios jóvenes tratan de ganar el premio al mejor cantante infantil de todo el archipiélago.
El día 3 de diciembre de 2014, Brequette comienza sus andanzas en la televisión pública canaria, cantando una parte de su sencillo "Más".

## Eurovisión 2016
El 7 de marzo, Brequette fue anunciada en la página web de RTVE como una de las elegidas para actuar como corista de la representante española Barei el próximo 14 de mayo en el Festival de Eurovisión 2016.

## Eurovisión 2017
Brequette Cassie se postuló de nuevo como candidata a representar a España en el Festival de Eurovisión 2017 que se celebró en Kiev en el mes de mayo.
Esta vez con un impactante tema titulado "No Enemy", coescrito junto a Barei (representante de España en el Festival de Eurovisión 2016) y Rubén Villanueva.
El tema "No Enemy" fue presentado con gran acogida por parte del público, convirtiéndose en trending topic en Twitter, por partida doble (#NoEnemy y Brequette). Llegando a más de 32.000 reproducciones en menos de 48 horas. Unas semanas después fue eliminada de la carrera por Eurovisión al no superar una de las fases del casting.

## Top Star ¿Cuánto vale tu voz? (2021)
En el 2021, participó en el programa musical de Telecinco, Top Star ¿Cuánto vale tu voz?. En el programa, cantó canciones cómo River Deep - Mountain High quedando finalista en la primera gala, y la ganadora de la primera noche cantando You Make Me Feel Like (A Natural Woman). En la final interpretó las canciones Hallelujah y Proud Mary coronandose como ganadora final del programa.